# Макибаев, Ален
Ален Макибаев (каз. Әлен Мақыбаев; 1887 год, село Культабан — 1962 год) — старший чабан колхоза «Кызыл-Аскер» Байганинского района Актюбинской области, Казахская ССР. Герой Социалистического Труда (1948).
Родился в 1887 году в семье кочевника в окрестностях села Культабан (сегодня — Алгинский район). С начала 1930-х годов трудился чабаном в сельскохозяйственной артели «Жынгылтогай», которая в 1930-х годах была преобразована в колхоз «Кызыл-Аскер» Байганинского района. В 1939 году назначен старшим чабаном.
В 1947 году бригада Алена Макибаева вырастила 961 ягнёнка от 794 овцематок. Указом Президиума Верховного Совета СССР от 23 июля 1948 «за получение высокой продуктивности животноводства в 1947 году при выполнении колхозом обязательных поставок сельскохозяйственных продуктов и плана развития животноводства» удостоен звания Героя Социалистического Труда с вручением ордена Ленина и золотой медали «Серп и Молот».
В последующие годы за выдающиеся трудовые достижения был награждён Орденом Трудового Красного Знамени. Участвовал во Всесоюзной выставке ВДНХ.
Скончался в 1962 году.